# Coupe du monde de ski alpin 1992-1993
Navigation
Édition précédente Édition suivante
La coupe du monde de ski alpin 1992-1993 commence le 28 novembre 1992 avec le géant hommes de Sestrières et le géant Femmes de Park City et se termine le 28 mars 1993 avec les slaloms hommes et Femmes de Aare.
Les hommes disputent 34 épreuves : 10 descentes, 7 super-G, 6 géants, 8 slaloms et 3 combinés.
Les femmes disputent 32 épreuves : 9 descentes, 6 super-G, 7 géants, 8 slaloms et 2 combinés.
Les championnats du monde sont disputés à Morioka Shizukuishi du 4 au 14 février 1993.

## Tableau d'honneur
| Catégorie | Messieurs           | Dames           |
| --------- | ------------------- | --------------- |
| Général   | Marc Girardelli     | Anita Wachter   |
| Descente  | Franz Heinzer       | Katja Seizinger |
| Super G   | Kjetil André Aamodt | Katja Seizinger |
| Géant     | Kjetil André Aamodt | Carole Merle    |
| Slalom    | Thomas Fogdö        | Vreni Schneider |
| Combiné   | Marc Girardelli     | Anita Wachter   |

## Résumé de la saison
Marc Girardelli entre dans la légende du ski alpin : le luxembourgeois remporte une cinquième coupe du monde de ski et dépasse Gustav Thöni et Pirmin Zurbriggen. Ce cinquième globe de cristal couronne une carrière exceptionnelle, à laquelle il ne manque qu'un titre olympique.
Marc Girardelli (2 victoires en géant à Alta Badia et Kranjska Gora) et Alberto Tomba (4 podiums) mènent le classement général à fin décembre.
Paul Accola se blesse au ménisque à l'entraînement le 28 décembre 1992 et est éloigné des pistes durant un mois.
Marc Girardelli se détache en janvier avec des succès en super-G à Saint-Anton et en combiné à Garmisch, en Arlberg et à Veysonnaz. Le luxembourgeois possède, avant les championnats du monde de Morioka, une confortable avance de près de 400 points sur ses dauphins, Alberto Tomba et Kjetil André Aamodt.
Marc Girardelli s'adjuge définitivement la coupe du monde de ski 1992-1993 grâce à une troisième place dans le géant d'Aare, avant-dernière épreuve de la saison, et résiste au retour de Kjetil-André Aamodt.
Le norvégien, sacré champion du monde de géant et de slalom à Morioka, réalise une superbe fin de saison avec 4 victoires consécutives et une deuxième place : il gagne les globes de cristal du super-G et du géant et termine second du classement général à seulement 32 points de Marc Girardelli.
Franz Heinzer remporte une troisième coupe du monde de descente consécutive. Vainqueur cette saison à Garmisch et Saint-Anton, le skieur suisse a gagné toutes les grandes classiques de la coupe du monde : Val-d'Isère (1984), Val Gardena (1991 et 1992), Kitzbühel (1991 et 1992) et Wengen (1992).
Saison décevante pour Alberto Tomba, qui ne remporte qu'une seule course (slalom de Garmisch) et est battu par le suédois Thomas Fogdö pour le globe de cristal du slalom.
Michael von Grünigen remporte le premier géant de sa carrière, à Veysonnaz.
Lassés d'être "la roue de secours de la descente", les coureurs boycottent le slalom de Sierra Nevada, programmé in extremis à la place de la descente.
Dans le même temps, 12 skieuses de première série boycottent l'entraînement de la descente pré-olympique de Hafjell, jugée trop facile. La descente olympique Femmes sera finalement disputée à Kvitfjell.
La coupe du monde de ski se clôt, pour la première fois, par des finales à Aare.
L'autrichienne Anita Wachter remporte la coupe du monde de ski 1992-1993. Cette édition est marquée par la retraite de Petra Kronberger et la montée en puissance de Katja Seizinger (20 ans).
À court de motivation, Petra Kronberger annonce le 28 décembre 1992 la fin de sa carrière à seulement 23 ans. L'autrichienne a gagné toutes les grandes épreuves du ski alpin :
- 3 coupes du monde et des victoires dans les 5 disciplines (c'est alors un exploit unique),
- 2 titres olympiques en slalom et en combiné,
- 1 titre mondial en descente.

Sa compatriote Anita Wachter, polyvalente et régulière, domine la première partie de saison et possède fin janvier plus de 200 points d'avance sur ses dauphines, Carole Merle et Katja Seizinger.
Pernilla Wiberg, auteur d'un bon début de saison (deuxième du classement général et vainqueur en slalom à Steamboat Springs), est victime d'une déchirure du tendon d'Achille droit lors du slalom de Maribor le 6 janvier 1993 : sa saison s'arrête douloureusement.
Katja Seizinger revient sur les talons d'Anita Wachter, grâce à des victoires en descente à Veysonnaz et Morzine et en géant à Vemdalen, puis elle remporte le super-G des finales d'Aare et prend la tête de la coupe du monde.
Tout se joue dans l'ultime épreuve de la saison, le slalom d'Aare. Anita Wachter se classe onzième et Katja Seizinger termine dix-huitième, hors des points : l'autrichienne gagne la coupe du monde et devance l'allemande de seulement 20 points.
Katja Seizinger se console avec les globes de cristal de la descente et du super-G.
Carole Merle remporte un globe de cristal pour la cinquième année consécutive : la française gagne le globe de cristal du géant ainsi que 4 victoires (géants de Maribor, Cortina d'Ampezzo et Aare et super-G de Veysonnaz). Carole Merle totalise désormais 22 succès en coupe du monde (12 super-G et 10 géants).
Premiers podiums pour Régine Cavagnoud (deuxième en descente et troisième en super-G à Veysonnaz) et Carole Montillet (troisième en descente à Hafjell).
Renate Götschl signe la première victoire de sa carrière à Hafjell en… slalom, à 17 ans et après seulement 2 départs en coupe du monde.

## Système de points
Le vainqueur d'une épreuve de coupe du monde se voit attribuer 100 points pour le classement général. Les skieurs classés aux trente premières places marquent des points.
| Place  | 1er | 2d | 3e | 4e | 5e | 6e | 7e | 8e | 9e | 10e | 11e | 12e | 13e | 14e | 15e | 16e | 17e | 18e | 19e | 20e | 21e | 22e | 23e | 24e | 25e | 26e | 27e | 28e | 29e | 30e |
| ------ | --- | -- | -- | -- | -- | -- | -- | -- | -- | --- | --- | --- | --- | --- | --- | --- | --- | --- | --- | --- | --- | --- | --- | --- | --- | --- | --- | --- | --- | --- |
| Points | 100 | 80 | 60 | 50 | 45 | 40 | 36 | 32 | 29 | 26  | 24  | 22  | 20  | 18  | 16  | 15  | 14  | 13  | 12  | 11  | 10  | 9   | 8   | 7   | 6   | 5   | 4   | 3   | 2   | 1   |

## Classement général
| Rang | Nom                  | Points | Victoire(s) | Podium(s) |
| ---- | -------------------- | ------ | ----------- | --------- |
| 1    | Marc Girardelli      | 1379   | 6           | 7         |
| 2    | Kjetil André Aamodt  | 1347   | 6           | 11        |
| 3    | Franz Heinzer        | 828    | 3           | 8         |
| 4    | Günther Mader        | 826    | 1           | 8         |
| 5    | Alberto Tomba        | 817    | 1           | 9         |
| 6    | Atle Skårdal         | 596    | 1           | 2         |
| 7    | Patrick Ortlieb      | 560    | -           | 3         |
| 8    | Daniel Mahrer        | 556    | 1           | 4         |
| 9    | Thomas Fogdö         | 545    | 4           | 5         |
| 10   | Armin Assinger       | 533    | 3           | 3         |
| 11   | Jan Einar Thorsen    | 460    | 1           | 3         |
| 12   | Lasse Kjus           | 452    | -           | 2         |
| 13   | William Besse        | 442    | 1           | 3         |
| 14   | Markus Wasmeier      | 400    | -           | -         |
| 15   | Adrien Duvillard     | 364    | 1           | 1         |
| 16   | Thomas Stangassinger | 362    | 1           | 3         |
| 17   | Steve Locher         | 344    | -           | -         |
| 18   | Paul Accola          | 331    | -           | -         |
| 19   | Fredrik Nyberg       | 319    | -           | 2         |
| 20   | Michael von Grünigen | 313    | 1           | 1         |

| Rang | Nom                 | Points | Victoire(s) | Podium(s) |
| ---- | ------------------- | ------ | ----------- | --------- |
| 1    | Anita Wachter       | 1286   | 2           | 9         |
| 2    | Katja Seizinger     | 1266   | 6           | 10        |
| 3    | Carole Merle        | 1086   | 4           | 8         |
| 4    | Miriam Vogt         | 701    | 1           | 4         |
| 5    | Ulrike Maier        | 696    | 3           | 4         |
| 6    | Vreni Schneider     | 626    | 4           | 6         |
| 7    | Martina Ertl        | 605    | -           | 1         |
| 8    | Heidi Zeller-Bähler | 599    | -           | 1         |
| 9    | Kerrin Lee-Gartner  | 565    | -           | 2         |
| 10   | Regina Häusl        | 553    | 1           | 3         |
| 11   | Deborah Compagnoni  | 535    | 1           | 6         |
| 12   | Morena Gallizio     | 525    | -           | 2         |
| 13   | Régine Cavagnoud    | 497    | -           | 2         |
| 14   | Annelise Coberger   | 484    | -           | 5         |
| 15   | Heidi Zurbriggen    | 469    | -           | 2         |
| 16   | Sylvia Eder         | 421    | -           | 1         |
| 17   | Patricia Chauvet    | 402    | 1           | 3         |
| 18   | Chantal Bournissen  | 362    | 2           | 2         |
| 19   | Astrid Lødemel      | 359    | -           | 2         |
| 20   | Kristina Andersson  | 358    | -           | 1         |

## Classements de chaque discipline
Les noms en gras remportent les titres des disciplines.

### Descente
| Rang | Nom               | Points | Victoire(s) | Podium(s) |
| ---- | ----------------- | ------ | ----------- | --------- |
| 1    | Franz Heinzer     | 527    | 3           | 5         |
| 2    | Atle Skårdal      | 427    | 1           | 2         |
| 3    | William Besse     | 366    | 1           | 3         |
| 4    | Armin Assinger    | 360    | 2           | 2         |
| 5    | Daniel Mahrer     | 343    | 1           | 1         |
| 6    | Marc Girardelli   | 331    | -           | -         |
| 7    | Patrick Ortlieb   | 272    | -           | 2         |
| 8    | Hannes Trinkl     | 264    | -           | 2         |
| 9    | Werner Perathoner | 256    | -           | 2         |
| 10   | Peter Rzehak      | 255    | -           | 1         |

| Rang | Nom                | Points | Victoire(s) | Podium(s) |
| ---- | ------------------ | ------ | ----------- | --------- |
| 1    | Katja Seizinger    | 604    | 3           | 5         |
| 2    | Regina Häusl       | 323    | 1           | 2         |
| 3    | Kerrin Lee-Gartner | 294    | -           | 2         |
| 4    | Anja Haas          | 291    | 1           | 1         |
| 5    | Kate Pace          | 285    | 1           | 2         |
| 6    | Miriam Vogt        | 283    | 1           | 2         |
| 7    | Carole Merle       | 280    | -           | 1         |
| 8    | Régine Cavagnoud   | 271    | -           | 1         |
| 9    | Chantal Bournissen | 258    | 2           | 2         |
| 10   | Heidi Zurbriggen   | 255    | -           | 2         |

### Super G
| Rang | Nom                 | Points | Victoire(s) | Podium(s) |
| ---- | ------------------- | ------ | ----------- | --------- |
| 1    | Kjetil André Aamodt | 420    | 3           | 4         |
| 2    | Günther Mader       | 307    | 1           | 3         |
| 3    | Franz Heinzer       | 301    | -           | 3         |
| 4    | Jan Einar Thorsen   | 294    | 1           | 2         |
| 5    | Marc Girardelli     | 216    | 1           | 1         |
| 6    | Daniel Mahrer       | 213    | -           | 2         |
| 7    | Patrick Ortlieb     | 198    | -           | 1         |
| 8    | Luigi Colturi       | 181    | -           | 1         |
| 9    | Marco Hangl         | 176    | -           | -         |
| 10   | Armin Assinger      | 173    | 1           | 1         |

| Rang | Nom                | Points | Victoire(s) | Podium(s) |
| ---- | ------------------ | ------ | ----------- | --------- |
| 1    | Katja Seizinger    | 371    | 2           | 3         |
| 2    | Ulrike Maier       | 356    | 2           | 3         |
| 3    | Carole Merle       | 326    | 1           | 2         |
| 4    | Anita Wachter      | 313    | -           | 3         |
| 5    | Sylvia Eder        | 263    | -           | 1         |
| 6    | Deborah Compagnoni | 230    | 1           | 2         |
| 7    | Kerrin Lee-Gartner | 199    | -           | -         |
| 8    | Regina Häusl       | 181    | -           | 1         |
| 9    | Heidi Zurbriggen   | 159    | -           | -         |
| 10   | Régine Cavagnoud   | 158    | -           | 1         |

### Géant
| Rang | Nom                  | Points | Victoire(s) | Podium(s) |
| ---- | -------------------- | ------ | ----------- | --------- |
| 1    | Kjetil André Aamodt  | 410    | 3           | 3         |
| 2    | Alberto Tomba        | 381    | -           | 4         |
| 3    | Marc Girardelli      | 372    | 2           | 3         |
| 4    | Lasse Kjus           | 254    | -           | 2         |
| 5    | Fredrik Nyberg       | 250    | -           | 2         |
| 6    | Michael von Grünigen | 236    | 1           | 1         |
| 7    | Johan Wallner        | 208    | -           | 2         |
| 8    | Paul Accola          | 165    | -           | -         |
| 9    | Alain Feutrier       | 148    | -           | 1         |
| 10   | Hans Pieren          | 143    | -           | -         |

| Rang | Nom                  | Points | Victoire(s) | Podium(s) |
| ---- | -------------------- | ------ | ----------- | --------- |
| 1    | Carole Merle         | 480    | 3           | 5         |
| 2    | Anita Wachter        | 396    | 1           | 4         |
| 3    | Martina Ertl         | 278    | -           | 1         |
| 4    | Ulrike Maier         | 252    | 1           | 1         |
| 5    | Heidi Zeller-Bähler  | 245    | -           | 1         |
| 6    | Sabina Panzanini     | 238    | -           | 1         |
| 7    | Katja Seizinger      | 234    | 1           | 2         |
| 8    | Deborah Compagnoni   | 200    | -           | 3         |
| 9    | Christina Meier-Höck | 199    | 1           | 1         |
| 10   | Anne Berge           | 162    | -           | -         |

### Slalom
| Rang | Nom                  | Points | Victoire(s) | Podium(s) |
| ---- | -------------------- | ------ | ----------- | --------- |
| 1    | Thomas Fogdö         | 545    | 4           | 4         |
| 2    | Alberto Tomba        | 436    | 1           | 5         |
| 3    | Thomas Stangassinger | 362    | 1           | 3         |
| 4    | Bernhard Gstrein     | 276    | -           | -         |
| 5    | Kjetil André Aamodt  | 267    | -           | 2         |
| 6    | Jure Košir           | 251    | -           | 1         |
| 7    | Thomas Sykora        | 238    | -           | 2         |
| 8    | Peter Roth           | 202    | -           | 1         |
| 9    | Patrick Staub        | 196    | -           | -         |
| 10   | Armin Bittner        | 185    | -           | 1         |

| Rang | Nom                | Points | Victoire(s) | Podium(s) |
| ---- | ------------------ | ------ | ----------- | --------- |
| 1    | Vreni Schneider    | 490    | 4           | 4         |
| 2    | Annelise Coberger  | 484    | -           | 5         |
| 3    | Patricia Chauvet   | 402    | 1           | 3         |
| 4    | Anita Wachter      | 272    | -           | 1         |
| 5    | Kristina Andersson | 261    | -           | 1         |
| 6    | Morena Gallizio    | 256    | -           | 1         |
| 7    | Julie Parisien     | 230    | 1           | 1         |
| 8    | Elfi Eder          | 207    | -           | -         |
| 9    | Karin Köllerer     | 194    | -           | 1         |
| 10   | Ingrid Salvenmoser | 185    | -           | -         |

### Combiné
| Rang | Nom                 | Points | Victoire(s) | Podium(s) |
| ---- | ------------------- | ------ | ----------- | --------- |
| 1    | Marc Girardelli     | 300    | 3           | 3         |
| 2    | Günther Mader       | 200    | -           | 3         |
| 3    | Kjetil André Aamodt | 160    | -           | 2         |
| 4    | Steve Locher        | 131    | -           | -         |
| 5    | Hubert Strolz       | 105    | -           | 1         |
| 6    | Patrick Ortlieb     | 90     | -           | -         |
| 7    | Adrien Duvillard    | 82     | -           | -         |
| 7    | Rainer Salzgeber    | 82     | -           | -         |
| 9    | Lasse Kjus          | 70     | -           | -         |
| 10   | Stephan Eberharter  | 69     | -           | -         |

| Rang | Nom                | Points | Victoire(s) | Podium(s) |
| ---- | ------------------ | ------ | ----------- | --------- |
| 1    | Anita Wachter      | 150    | 1           | 1         |
| 2    | Miriam Vogt        | 140    | -           | 2         |
| 3    | Morena Gallizio    | 120    | -           | 1         |
| 4    | Bibiana Perez      | 100    | 1           | 1         |
| 5    | Martina Ertl       | 90     | -           | -         |
| 6    | Sabine Ginther     | 60     | -           | 1         |
| 7    | Katja Seizinger    | 50     | -           | -         |
| 8    | Régine Cavagnoud   | 42     | -           | -         |
| 9    | Stefanie Schuster  | 40     | -           | -         |
| 10   | Chantal Bournissen | 36     | -           | -         |
| 10   | Anja Haas          | 36     | -           | -         |

## Calendrier et résultats

### Messieurs
| Date                                                                | Lieu                        | Épreuve     | Vainqueur            | Second                                   | Troisième                   |
| ------------------------------------------------------------------- | --------------------------- | ----------- | -------------------- | ---------------------------------------- | --------------------------- |
| 28 novembre 1992                                                    | Sestrière                   | Géant       | Kjetil André Aamodt  | Alberto Tomba                            | Johan Wallner               |
| 29 novembre 1992                                                    | Sestrière                   | Slalom      | Fabrizio Tescari     | Michael Tritscher                        | Armin Bittner Hubert Strolz |
| 5 décembre 1992                                                     | Val d'Isère                 | Super G     | Jan Einar Thorsen    | Franz Heinzer                            | Luigi Colturi               |
| 6 décembre 1992                                                     | Val d'Isère                 | Slalom      | Thomas Fogdö         | Thomas Sykora                            | Hubert Strolz               |
| 11 décembre 1992                                                    | Val Gardena                 | Descente I  | William Besse        | Jan Einar Thorsen                        | Patrick Ortlieb             |
| 12 décembre 1992                                                    | Val Gardena                 | Descente II | Leonhard Stock       | William Besse                            | A.J. Kitt                   |
| 13 décembre 1992                                                    | Alta Badia                  | Géant       | Marc Girardelli      | Alain Feutrier                           | Alberto Tomba               |
| 15 décembre 1992                                                    | Madonna                     | Slalom      | Patrice Bianchi      | Alberto Tomba                            | Thomas Sykora               |
| 19 décembre 1992                                                    | Kranjska Gora               | Slalom      | Thomas Fogdö         | Alberto Tomba                            | Peter Roth                  |
| 20 décembre 1992                                                    | Kranjska Gora               | Géant       | Marc Girardelli      | Lasse Kjus                               | Fredrik Nyberg              |
| 22 décembre 1992                                                    | Bad Kleinkirchheim          | Super G     | Armin Assinger       | Leonhard Stock                           | Kjetil André Aamodt         |
| 9 janvier 1993                                                      | Garmisch                    | Slalom      | Alberto Tomba        | Kjetil André Aamodt Thomas Stangassinger |                             |
| 10 janvier 1993                                                     | Garmisch                    | Descente I  | Franz Heinzer        | Pietro Vitalini                          | Günther Mader               |
| 10 janvier 1993                                                     | Garmisch                    | Combiné     | Marc Girardelli      | Günther Mader                            | Hubert Strolz               |
| 11 janvier 1993                                                     | Garmisch                    | Descente II | Daniel Mahrer        | Peter Rzehak                             | Franz Heinzer               |
| 12 janvier 1993                                                     | Sankt Anton                 | Super G     | Marc Girardelli      | Jan Einar Thorsen                        | Günther Mader               |
| 13 janvier 1993                                                     | Sankt Anton                 | Descente    | Franz Heinzer        | Peter Runggaldier                        | Günther Mader               |
| 17 janvier 1993                                                     | Lech am Arlberg             | Slalom      | Thomas Fogdö         | Jure Košir                               | Alberto Tomba               |
| 17 janvier 1993                                                     | Sankt Anton Lech am Arlberg | Combiné     | Marc Girardelli      | Kjetil André Aamodt                      | Günther Mader               |
| 19 janvier 1993                                                     | Veysonnaz                   | Géant       | Michael von Grünigen | Alberto Tomba                            | Lasse Kjus                  |
| 23 janvier 1993                                                     | Veysonnaz                   | Descente    | Franz Heinzer        | Patrick Ortlieb                          | William Besse               |
| 24 janvier 1993                                                     | Veysonnaz                   | Slalom      | Thomas Stangassinger | Alberto Tomba                            | Thomas Fogdö                |
| 24 janvier 1993                                                     | Veysonnaz                   | Combiné     | Marc Girardelli      | Kjetil André Aamodt                      | Günther Mader               |
| Championnats du monde à Morioka Shizukuishi du 4 au 14 février 1993 |                             |             |                      |                                          |                             |
| 27 février 1993                                                     | Whistler                    | Descente    | Atle Skårdal         | Tommy Moe                                | Franz Heinzer               |
| 28 février 1993                                                     | Whistler                    | Super G     | Günther Mader        | Franz Heinzer                            | Patrick Ortlieb             |
| 7 mars 1993                                                         | Aspen                       | Super G     | Kjetil André Aamodt  | Stephan Eberharter                       | Daniel Mahrer               |
| 15 mars 1993                                                        | Sierra Nevada               | Descente    | Armin Assinger       | Daniel Mahrer                            | Hannes Trinkl               |
| 19 mars 1993                                                        | Kvitfjell                   | Descente I  | Adrien Duvillard     | Werner Perathoner                        | Atle Skårdal                |
| 20 mars 1993                                                        | Kvitfjell                   | Descente II | Armin Assinger       | Werner Perathoner                        | Hannes Trinkl               |
| 21 mars 1993                                                        | Kvitfjell                   | Super G     | Kjetil André Aamodt  | Daniel Mahrer                            | Dietmar Thöni               |
| 23 mars 1993                                                        | Oppdal                      | Géant       | Kjetil André Aamodt  | Johan Wallner                            | Fredrik Nyberg              |
| 26 mars 1993                                                        | Åre Finales                 | Super G     | Kjetil André Aamodt  | Günther Mader                            | Franz Heinzer               |
| 27 mars 1993                                                        | Åre Finales                 | Géant       | Kjetil André Aamodt  | Alberto Tomba                            | Marc Girardelli             |
| 28 mars 1993                                                        | Åre Finales                 | Slalom      | Thomas Fogdö         | Kjetil André Aamodt                      | Thomas Stangassinger        |

### Dames
| Date                                                                | Lieu              | Épreuve     | Vainqueur            | Seconde             | Troisième                  |
| ------------------------------------------------------------------- | ----------------- | ----------- | -------------------- | ------------------- | -------------------------- |
| 28 novembre 1992                                                    | Park City         | Géant       | Ulrike Maier         | Carole Merle        | Vreni Schneider            |
| 29 novembre 1992                                                    | Park City         | Slalom      | Julie Parisien       | Pernilla Wiberg     | Annelise Coberger          |
| 5 décembre 1992                                                     | Steamboat Springs | Géant       | Anita Wachter        | Sabina Panzanini    | Deborah Compagnoni         |
| 6 décembre 1992                                                     | Steamboat Springs | Slalom      | Pernilla Wiberg      | Annelise Coberger   | Petra Kronberger           |
| 12 décembre 1992                                                    | Vail              | Descente    | Miriam Vogt          | Katharina Gutensohn | Kerrin Lee-Gartner         |
| 13 décembre 1992                                                    | Vail              | Super G     | Ulrike Maier         | Astrid Lødemel      | Anita Wachter              |
| 19 décembre 1992                                                    | Lake Louise       | Descente    | Chantal Bournissen   | Katja Seizinger     | Michaela Gerg-Leitner      |
| 20 décembre 1992                                                    | Lake Louise       | Super G     | Katja Seizinger      | Tatiana Lebedeva    | Regina Häusl               |
| 5 janvier 1993                                                      | Maribor           | Géant       | Carole Merle         | Anita Wachter       | Vreni Schneider            |
| 6 janvier 1993                                                      | Maribor           | Slalom      | Vreni Schneider      | Annelise Coberger   | Deborah Compagnoni         |
| 9 janvier 1993                                                      | Cortina d'Ampezzo | Descente I  | Regina Häusl         | Heidi Zurbriggen    | Katja Seizinger            |
| 10 janvier 1993                                                     | Cortina d'Ampezzo | Géant       | Carole Merle         | Anita Wachter       | Deborah Compagnoni         |
| 15 janvier 1993                                                     | Cortina d'Ampezzo | Descente II | Katja Seizinger      | Carole Merle        | Barbara Sadleder           |
| 16 janvier 1993                                                     | Cortina d'Ampezzo | Super G     | Ulrike Maier         | Carole Merle        | Sylvia Eder                |
| 17 janvier 1993                                                     | Cortina d'Ampezzo | Slalom      | Vreni Schneider      | Annelise Coberger   | Karin Buder                |
| 17 janvier 1993                                                     | Cortina d'Ampezzo | Combiné     | Anita Wachter        | Miriam Vogt         | Sabine Ginther             |
| 22 janvier 1993                                                     | Haus im Ennstal   | Descente    | Chantal Bournissen   | Varvara Zelenskaïa  | Sabine Ginther             |
| 26 janvier 1993                                                     | Haus im Ennstal   | Slalom      | Patricia Chauvet     | Anita Wachter       | Morena Gallizio            |
| Championnats du monde à Morioka Shizukuishi du 4 au 14 février 1993 |                   |             |                      |                     |                            |
| 26 février 1993                                                     | Veysonnaz         | Descente I  | Katja Seizinger      | Kerrin Lee-Gartner  | Miriam Vogt                |
| 27 février 1993                                                     | Veysonnaz         | Descente II | Anja Haas            | Régine Cavagnoud    | Heidi Zurbriggen Kate Pace |
| 28 février 1993                                                     | Veysonnaz         | Super G     | Carole Merle         | Anita Wachter       | Régine Cavagnoud           |
| 3 mars 1993                                                         | Morzine           | Descente    | Katja Seizinger      | Regina Häusl        | Astrid Lødemel             |
| 4 mars 1993                                                         | Morzine           | Super G     | Deborah Compagnoni   | Katja Seizinger     | Anita Wachter              |
| 13 mars 1993                                                        | Kvitfjell         | Descente    | Kate Pace            | Picabo Street       | Carole Montillet           |
| 14 mars 1993                                                        | Lillehammer       | Slalom      | Renate Götschl       | Kristina Andersson  | Patricia Chauvet           |
| 15 mars 1993                                                        | Lillehammer       | Géant       | Christina Meier-Höck | Martina Ertl        | Katja Seizinger            |
| 15 mars 1993                                                        | Lillehammer       | Combiné     | Bibiana Perez        | Morena Gallizio     | Miriam Vogt                |
| 19 mars 1993                                                        | Vemdalen          | Slalom      | Vreni Schneider      | Patricia Chauvet    | Annelise Coberger          |
| 20 mars 1993                                                        | Vemdalen          | Géant       | Katja Seizinger      | Heidi Zeller-Bähler | Carole Merle               |
| 20 mars 1993                                                        | Åre Finales       | Super G     | Katja Seizinger      | Ulrike Maier        | Deborah Compagnoni         |
| 27 mars 1993                                                        | Åre Finales       | Géant       | Carole Merle         | Deborah Compagnoni  | Anita Wachter              |
| 28 mars 1993                                                        | Åre Finales       | Slalom      | Vreni Schneider      | Karin Köllerer      | Christina Riegel           |

## Coupe des nations
| Rang | Nom        | Points | Victoire(s) | Podium(s) |
| ---- | ---------- | ------ | ----------- | --------- |
| 1    | Autriche   | 10842  | 13          | 53        |
| 2    | Suisse     | 6878   | 12          | 27        |
| 3    | Allemagne  | 5358   | 9           | 23        |
| 4    | Italie     | 5208   | 4           | 25        |
| 5    | Norvège    | 4753   | 8           | 20        |
| 6    | France     | 4003   | 7           | 17        |
| 7    | Suède      | 2198   | 5           | 12        |
| 8    | États-Unis | 1914   | 1           | 4         |
| 9    | Canada     | 1458   | 1           | 4         |
| 10   | Luxembourg | 1379   | 6           | 7         |

| Rang | Nom        | Points | Victoire(s) | Podium(s) |
| ---- | ---------- | ------ | ----------- | --------- |
| 1    | Autriche   | 5398   | 6           | 30        |
| 2    | Suisse     | 4243   | 6           | 16        |
| 3    | Norvège    | 3734   | 8           | 18        |
| 4    | Italie     | 3125   | 2           | 15        |
| 5    | France     | 1729   | 2           | 3         |
| 6    | Suède      | 1455   | 4           | 9         |
| 7    | Luxembourg | 1379   | 6           | 7         |
| 8    | Allemagne  | 1159   | -           | 2         |
| 9    | États-Unis | 617    | -           | 2         |
| 10   | Canada     | 466    | -           | -         |

| Rang | Nom        | Points | Victoire(s) | Podium(s) |
| ---- | ---------- | ------ | ----------- | --------- |
| 1    | Autriche   | 5444   | 7           | 23        |
| 2    | Allemagne  | 4199   | 9           | 21        |
| 3    | Suisse     | 2635   | 6           | 11        |
| 4    | France     | 2274   | 5           | 14        |
| 5    | Italie     | 2083   | 2           | 10        |
| 6    | États-Unis | 1297   | 1           | 2         |
| 7    | Norvège    | 1019   | -           | 2         |
| 8    | Canada     | 992    | 1           | 4         |
| 9    | Suède      | 743    | 1           | 3         |
| 10   | Russie     | 652    | -           | 2         |

Classement final